# 지구방위가족
지구방위가족(일본어: 地球防衛家族)은 그룹 타크가 제작한 일본의 TV 애니메이션이다.
WOWOW에서 2001년 1월 9일부터 동년 3월 29일까지 방영. 전 14화. (그러나 제14화는 미방영판으로, DVD 작성시에 제작).
음향 스태프는 츠루오카 요우타, 노구치 토오루라는 ｢THE 빅오｣, ｢파이널 판타지:언리미티드｣에서의 포진을 그대로 답습하고 있다.
대한민국에서는 2003년에 투니버스(Tooniverse)에서 방영하였다.

## 스토리
치바현 후나바시시에 살고 있는 다이치가(家). 가정 붕괴의 위험에 직면한 일가에 우주인으로부터 지구를 지키는 임무가 주어졌다. 과연 침략자로부터 지구를 지켜낼 수 있을 것인가?

## 등장인물
- 다이치 다이 (大地大)

성우 : 쿠마이 모토코 / 이선주
직접 적과 대치하는 전투원(주로 육탄전). 성격은 밝고 활발하며, 요즘 드문 열혈한인 소악마 소년! 그로 인해, 텔레비전 게임 세대의 클래스 메이트들과는 조금 다른 면이 보인다. 한편, 거칠고 버릇없어 보이는 행동도, 실은 가족이 안고 있는 문제의 반동이기도…. 이름에 걸맞지 않게 키가 작고, 친구들에게 놀림을 받기도 한다.
소학교 3학년. 9세.
- 다이치 노조미 (大地望)

성우 : 시미즈 카오리 / 양정화
일가를 진정시키는 역할. 모친이 내팽겨친 가사 전반부터 남동생 보살핌에, 더구나 자신은 고교수험을 앞두고 있다. 전투에서도 가정의 역할 그대로, 무궤도한 일가의 뒤치다꺼리를 하게 된다. 일가 중 가장 현실적인 모습을 보이며, 방위 임무가 사생활을 침식하는 것을 못마땅하게 생각한다. 어떤 의미, 태풍과 같은 일가의 가장 큰 피해자이기도 하다.
중학교 2학년. 14세.
- 다이치 마모루 (大地衛)

성우 : 카미야 아키라 / 권혁수
권태기를 맞이한 부부에게 흔히 나타나는 전형적인 무기력한 아버지. 재기(才気)를 가지고 있지만 일에서는 그것을 발휘하지 못하고, 컴퓨터 앞에서 매일 게임 삼매경에 빠져 있다. 오타쿠 세대로 잡학에 풍부하고, 방위 체제 하에서는 그 지식을 살려 작전 참모적인 역할을 한다. 테레비 히어로를 동경했던 세대이기도 하여, “지구방위”라는 말에, 뜨겁게 불타오르는 것을 느낀다.
컴퓨터 프로그래머 (도중에서 리스토라당해, 무직). 40세.
- 다이치 세이코 (大地聖子)

성우 : 코야마 마미 / 최덕희
일가의 중심이며, 전투시에는 사령관적 존재가 된다. 언제까지나 출세를 못하는 마모루와의 결혼을 “젊은 혈기의 소치”라고 후회하고 있으며, 그 반동으로 인해 전업주부로 사는 것을 극도로 싫어한다. 외견은 매우 젊어 보여, 밖에 나가면 자칭・독신으로 통한다. 일에 쫓겨 가사를 일절 포기하고 있다.
광고대리점 근무. 34세.
- 시라토리 엘렌 (白鳥エレン)

성우 : 야지마 아키코 / 여민정
다이의 클래스에 전입해 온 수수께끼의 소녀. 항상 다이치가의 방위에 관해 기록하고 있다.
- 에지마 쥰코 (江島ジュン子)

성우 : 미즈타니 유우코 / 이현진
다이치의 클래스의 담임교사. 항상 다이의 아이스께끼의 피해를 입는다.

## 주제가
- OP 〈SAMURAI〉 (노래 : 롤리, 작사・작곡 : 롤리, 편곡 : 롤리 & 아리치카 마스미)
- ED 〈꽃의 형태〉 (노래 : 아라이 아키노, 작사・작곡 : 아라이 아키노, 편곡 : 호가리 히사아키)

## 방송 리스트
| 화수   | 서브타이틀                     | 각본              | 그림 콘티         | 연출              | 작화 감독                         |
| ------ | ------------------------------ | ----------------- | ----------------- | ----------------- | --------------------------------- |
| 제1화  | 지구 최후의 날                 | 카와모리 쇼우지   | 키무라 테츠       | 키무라 테츠       | 모우리 카즈아키                   |
| 제2화  | 흩어진 가족                    | 카와모리 쇼우지   | 키무라 테츠       | 키무라 테츠       | 나카하라 히사후미 모우리 카즈아키 |
| 제3화  | 옐로 카드                      | 카와모리 쇼우지   | 마스이 소우이치   | 마스이 소우이치   | 마니와 히데아키                   |
| 제4화  | 경악! 다이치가의 헨            | 카와모리 쇼우지   | 사토우 타쿠야     | 이나가키 타카유키 | 시시쿠라 토시                     |
| 제5화  | 특훈! 잠들지 못하는 밤         | 카와모리 쇼우지   | 코바야시 츠네오   | 코바야시 토모키   | 모리야마 유우지                   |
| 제6화  | 전사의 휴식                    | 카와모리 쇼우지   | 코바야시 타카시   | 타케모토 야스히로 | 이케다 카즈미                     |
| 제7화  | 빗속의 그 녀석                 | 마메히라 마가타   | 키무라 테츠       | 나카니시 노부아키 | 시미즈 히로아키                   |
| 제8화  | 귀여운 침략자                  | 오오노기 히로시   | 키무라 테츠       | 嵩城溯葉          | 杉江敏治                          |
| 제9화  | 사랑이 지구를 멸망시키는 날    | 스미사와 카츠유키 | 키무라 테츠       | 스즈키 와유로     | 소~토메 코이치로                  |
| 제10화 | 하치코 앞, 밤 8시              | 마메히라 마가타   | 키무라 테츠       | 야노 아츠시       | 味錦稔 나가노 노부아키            |
| 제11화 | 전율! 다이치가의 깊은 어둠     | 오오노기 히로시   | 쿄우다 토모키     | 쿄우다 토모키     | 모우리 카즈아키                   |
| 제12화 | 불꽃의 버스데이                | 카와모리 쇼우지   | 쿄우다 토모키     | 후지모토 요시타카 | 콘도우 타카미츠                   |
| 제13화 | 결전! 꽃다발을 그대에게…       | 카와모리 쇼우지   | 키무라 테츠       | 키무라 테츠       | 모우리 카즈아키                   |
| 제14화 | 절규! 사랑의 미궁지옥 (미방영) | 오오노기 히로시   | 코바야시 타카츠구 | 쿄우다 토모키     | 모우리 카즈아키                   |